# Rui Poças
Rui Poças, né le 4 décembre 1966 à Porto, est un directeur de la photographie portugais.

## Biographie
Après des études à l'École supérieure de théâtre et de cinéma de Lisbonne et à la New York Film Academy, il travaille notamment sur la photographie des films de João Pedro Rodrigues et Miguel Gomes. En 2015, le Festival international du film d'Amiens a organisé une rétrospective de son œuvre, en sa présence.

## Filmographie partielle
- 2000 : O Fantasma de João Pedro Rodrigues
- 2004 : La Gueule que tu mérites de Miguel Gomes
- 2005 : Odete de João Pedro Rodrigues
- 2008 : Ce cher mois d'août de Miguel Gomes
- 2009 : Mourir comme un homme de João Pedro Rodrigues
- 2012 : Tabou de Miguel Gomes
- 2016 : L'Ornithologue de João Pedro Rodrigues
- 2017 : Zama de Lucrecia Martel
- 2017 : Les Bonnes Manières (As Boas Maneiras) de Marco Dutra et Juliana Rojas
- 2019 : Frankie de Ira Sachs
- 2022 : Alma Viva de Cristèle Alves Meira
- 2022 : Feu follet de João Pedro Rodrigues
- 2024 : Grand Tour de Miguel Gomes

## Prix
- Festival international du film de Rio de Janeiro 2017 : Meilleure photographie pour Les Bonnes Manières[1].
- Cóndor de Plata 2018 : Meilleure photographie pour Zama[2].
- 12e cérémonie du Prix Sud : Meilleure photographie pour Zama[3].